# 写轮眼
寫輪眼，是漫畫火影忍者中的名詞，只有宇智波一族可以獲得遺傳的血繼限界，需要經過後天「開眼」才能夠獲得，是三大瞳術之一。而非宇智波族人可以通过移植已开眼的写轮眼來获得。瞳術名稱多是以日本神話的人物命名（非八百萬神明，而是官方神明），通常會引用到典故。

## 寫輪眼的歷史
在忍界的上古時代，傳說中擁有六道輪回之眼和忍界神器的六道仙人(大筒木羽衣)創立忍術基礎和整個忍界的秩序。羽衣以自己的身體為祭品之力成功地把創世之初擁有最強查克拉的魔獸——十尾本體封印成為月亮，並將十尾的查克拉分散成為守鶴、又旅、磯撫、孫悟空、穆王、犀犬、重明、牛鬼、九喇嘛這九只尾獸，而整個封印系統的方法也秘密地流傳下來，從而拯救世界免於危難。之後羽衣的兩個孩子，並各自繼承仙人之眼。長子因陀羅（即是宇智波一族的始祖）繼承仙人之力(力量)，而次子阿修羅（即是森之千手一族.漩渦一族的始祖）繼承仙人之體(感知與生命力)。

## 關於勾玉
宇智波斑經常提到有關直勾玉的話題，最容易理解的解釋是直勾玉代表瞳術本身所賦予的力量，而彎勾玉則是代表瞳術對於幻術的掌控較為精確。

## 寫輪眼的開眼
宇智波一族人天生便具備獲得寫輪眼的能力，但是同樣需要經歷“開眼”這一過程才可以得到。
寫輪眼得以開眼的最基本且必要條件有三個：
- 第一個是繼承宇智波一族的血繼限界（即宇智波一族的血統）；
- 第二個必要條件是查克拉，寫輪眼屬瞳術，需要足量查克拉刺激雙目方能開眼；
- 第三個條件是情感，而且是極其危急情況的危機，事關生死存亡的處境爆發的情感。

據二代火影千手扉間所言，宇智波族人原本就有極大的「愛」，當宇智波族人失去愛時，因其產生極為強烈的情感（由愛轉恨），而迫使腦內湧出特殊的查克拉反映到視覺神經使眼睛發生變化，俗稱開眼。
不過宇智波紗羅妲的開眼方式比較特殊，她是因為當知道爸爸已經離自己不遠時急切想與爸爸見面，便找藉口單獨一人前往塔中，就在此時紗羅妲受腦部「宇智波查克拉」的刺激使寫輪眼開啟。
寫輪眼在開眼之時，虹膜會變紅，並在虹膜內產生一個勾玉，左右眼不一定呈現對稱形態，這便是最初形態的寫輪眼。

### 獲得寫輪眼
宇智波一族人天生具備的是「獲得寫輪眼」的能力，經過「開眼」的過程後才真正獲得使用寫輪眼的能力。
非宇智波一族者則可以透過移植眼球的方法獲得寫輪眼，例如卡卡西、段藏；但非宇智波家族的人由於體質上的不同，使用寫輪眼的時候會為身體帶來額外的負擔，且寫輪眼會一直保持開啟的狀態，不使用時得閉眼以免消耗體力，卡卡西與段藏不使用寫輪眼時都會閉上及遮蔽(雖然還是會持續有查克拉的消耗，但部分原因也是為了低調行事)。

## 寫輪眼的進化
寫輪眼在開眼之後便進入進化階段，過程可以分為三個階段：普通寫輪眼、萬花筒寫輪眼，永恆萬花筒寫輪眼，每個新階段都具備前一階段寫輪眼的全部能力，並隨著進化產生新的瞳術和能力。

### 普通寫輪眼
普通寫輪眼的進化又可分為三個階段，主要的形態變化體現為虹膜內勾玉的增加，最初開眼之時虹膜內有一個勾玉，伴隨查克拉的增強以及瞳術使用熟練程度和受到刺激程度的增加，普通寫輪眼會不斷進化，同時勾玉的數量也會成長。三勾玉的寫輪眼，也是普通寫輪眼的最高級形態。

單勾玉寫輪眼
雙勾玉寫輪眼
三勾玉寫輪眼

### 萬花筒寫輪眼
比普通寫輪眼更高一級的是萬花筒寫輪眼，目前已知得透過這三種方法來獲得：
- 親手殺害與自己最親密的人，這是官方說法。
- 親眼看見與自己最親密的人死亡，這是根據漫畫及動畫的故事分析。已知透過此方法的有宇智波鼬、宇智波佐助、宇智波斑及宇智波帶土、旗木卡卡西
- 親眼看見與自己最親密的人被所有人背棄而極度無助，此方法只有宇智波紗羅妲

每個人的萬花筒寫輪眼都有自己的形態特點，除了止水的手裏劍型、佐助的六芒星型萬花筒寫輪眼，其餘萬花筒寫輪眼的共同特點就是普通寫輪眼的三個勾玉會相互連通成為一體，而且會根據萬花筒圖案獲得不同的全新瞳術。但使用者施展萬花筒寫輪眼時會對眼睛造成不可逆轉的傷害(以視力受損及眼睛出血為常見)，通常僅會在需要使用時切換到此型態，使用過度的話眼睛的功能會隨著使用次數而衰退，最終導致失明。 

目前已知有兩種方法可以避免失明同時恢復以往的視力：
- 通過移植直系親屬的萬花筒寫輪眼，若對方還沒獲得萬花筒寫輪眼則無效，移植後需要一段時間讓眼睛融合，成功後就會進化成永恆萬花筒寫輪眼，通過此方法的有宇智波斑及宇智波佐助；
- 移植初代火影(千手柱間)細胞，通過此方法的有宇智波帶土

木葉創建之後的宇智波一族達到萬花筒寫輪眼目前已知有八個人，宇智波斑、宇智波泉奈、宇智波富嶽、宇智波帶土、宇智波止水、宇智波鼬、宇智波佐助和宇智波紗羅妲，再加上宇智波信、移植宇智波帶土左眼的卡卡西、移植宇智波止水右眼和宇智波信右臂的團藏，共有十位。在動畫版中（558話）據宇智波鼬提及幻術伊邪那岐及伊邪那美時，兩術發明者也有萬花筒寫輪眼，忍界戰國時代達到萬花筒寫輪眼等級的宇智波一族至少還有四位。

鼬的萬花筒寫輪眼
卡卡西/帶土的萬花筒寫輪眼
斑的萬花筒寫輪眼
泉奈的萬花筒寫輪眼
佐助的萬花筒寫輪眼
止水的萬花筒寫輪眼
信的萬花筒寫輪眼
因陀羅的萬花筒寫輪眼(但後期動畫則顯示與佐助相似的萬花筒寫輪眼)

### 永恆萬花筒寫輪眼
寫輪眼的最高級形態，進化方法極其苛刻，只能透過移植近親家屬萬花筒寫輪眼(自身與近親親屬必須開啟過萬花筒寫輪眼)，最理想的近親親屬為兄弟姐妹，同時需要依賴被移植者的天賦與能力，而且需要一段時間讓眼睛融合。得到永恆萬花筒寫輪眼後，將獲得額外的效果：
- 副作用減輕或消失

由於永恆萬花筒寫輪眼破解萬花筒寫輪眼在使用中受到的詛咒(失明)，因此雙眼將獲得永遠的光明，在使用瞳術時視力不會衰減並恢復以往的視力，使得可以發動瞳術的次數大幅增加。宇智波佐助在使用天照時眼睛仍會出血，但出血量已大幅降低。
- 須佐能乎的形態大幅提升

在萬花筒寫輪眼狀態下使用須佐能乎會導致疲累、身體酸痛及消耗大量查克拉，因此無法持續使用须佐能乎及維持须佐能乎的狀態。但開啟永恆萬花筒寫輪眼由於不受副作用影響，因此可以長時間使用须佐能乎並維持該狀態，甚至還能夠將须佐能乎進化至完全體。
- 大幅降低查克拉的消耗

同副作用減輕或消失。

目前只知宇智波斑與宇智波佐助二人為擺脫用眼過度後嚴重衰退的視力與瞳力，移植親生兄弟的眼睛後成功開眼。

斑的永恆萬花筒寫輪眼
佐助的永恆萬花筒寫輪眼

### 輪迴眼

輪迴眼

在永恆萬花筒寫輪眼之上，還有更高階的輪迴眼。輪迴眼為最強的終極瞳術，寫輪眼進化的最終形態，被稱為「掌控生死之眼」，因此其開眼條件非常嚴苛，除了大筒木輝夜、大筒木羽衣、大筒木桃式及大筒木浦式等大筒木一族成員之外，靠後天條件開眼的就只有宇智波斑與宇智波佐助，另外亦也有靠移植獲取的，但前提是必須擁有仙人體，如長門和宇智波帶土(依靠移植的柱间细胞)。要開啟輪迴眼，就必須達成以下所有條件才能開啟：
- 處於瀕死狀態
- 融合六道仙人之子因陀羅以及阿修羅的查克拉來藉此引出六道的力量。

宇智波斑(因陀羅轉世)將左胸傷口植入千手柱間(阿修羅轉世)的細胞後，一直沒有任何反應，直到將死之時，雙眼才開啟輪迴眼。宇智波佐助在被宇智波斑以輪墓定身於空中，而佐助則被斑持自己的劍刺入他胸口後，進入瀕死狀態，然後以轉生者身份見到六道仙人大筒木羽衣，並被賦予六道「陰之力」，而佐助瀕死的身體則被藥師兜植入千手柱間的細胞(具有阿修羅的查克拉)並治療傷口，最後才得以開啟位於左眼的六勾玉輪迴眼。宇智波佐助的六勾玉輪迴眼在使用過度時會暫時變化成標準輪迴眼，同時亦保留了永恆萬花筒寫輪眼的能力(如天照， 佐助真傳 來光篇開始改為右眼天照)。
動畫版682話中，交代大筒木羽衣的輪迴眼是和被輝夜操控的大筒木羽村戰鬥並用雷遁殺死了羽村後，羽衣的寫輪眼才進化成輪迴眼（ 為動畫原創劇情，漫畫沒有說明羽衣如何得到輪迴眼 。）目前已知擁有輪迴眼的共有八人，他們分別是宇智波班、漩渦長門、宇智波帶土（漩渦長門、宇智波帶土都是通過移植宇智波班的輪迴眼獲得） 大筒木羽衣、宇智波佐助(現已被大筒木桃式附身狀態下的博人以苦無破壞)、大筒木輝夜、大筒木桃式、大筒木浦式。

## 寫輪眼的能力

### 普通寫輪眼能力
可以讀取對手思想，看清所有攻擊。以及可以複製忍術和體術並可以使用幻術。

#### 伊邪那岐
斑、團藏與帶土曾施展過，此術需要使用大量查克拉，可將對施術者不利的因果甚至死亡的傷害化為夢境，將一切對施術者有利的因素和攻擊化為現實，在幻術與現實中的縫隙自由穿梭，是改變命運之術，是對自己施放的究極幻術，在結印後即可施術。但此術使用時效結束後眼睛立即失去光芒，永遠無法再睜開。由於一般的施術者只有一雙寫輪眼，使用後會立即失明（使用一次失明一隻眼睛），所以被視為禁術。根據漫畫帶土的解釋，伊邪那岐是六道仙人創造萬物的術。其原型则是日本神话中的创世之父伊邪那岐。

#### 伊邪那美
穢土轉生後的鼬在對上仙人化的兜時曾使出此術，不用透過五官，施展後會將對手陷入如同現實般的幻術之中，造成無止盡的輪迴幻境的決定命運之術。

在行動的任意一瞬間，先用瞳力將那一瞬間自己與對方的體感像照片一樣記錄下來，並設為A。接下來再記錄具有明顯特徵的體感B, C。然後再次故意重現A的體感並將此體感設為A'，伊邪那美便是只要把A與A'重疊連在一起就能把兩點之間的時間也連在一起並自動再生B',C'的術。就等於是創造無限循環的能力。中術者會不知不覺得被這個術困住，會把虛幻的對手當為目標一直攻擊，一直重複事先施術者所設定的輪迴時間A-B-C。
與號稱改變命運的伊邪那歧相對，是為了跟禁術伊邪那歧相抗衡，防止族人濫用伊邪那歧改變命運而產生的忍術，破解的方式就是被施術者放棄原本的選擇並接受由命運所作出的決定，因為明顯的破解方式而被列為禁術。施術代價與伊邪那歧相同，就是寫輪眼永久失去光明。
其原型為日本神話創世之母「伊邪那美」。

#### 洞察
擁有寫輪眼的人可以洞察高速運行的物體並可根據對手的動作進行準確的預測，包括對手的體術招式及忍術的結印方式等，亦可看穿相當程度的幻術與洞察經絡系統（略遜於白眼）。

#### 催眠
即幻術，可啟動瞳術類的幻術，亦可反彈普通幻術。對手與施術者目光接觸便會陷入幻術而受影響，威力隨雙眼成熟度增強。當成功施行催眠時，勾玉會不斷旋轉。萬花筒寫輪眼更可啟動其他幻術，如鼬的「月讀」、止水的「別天神」。值得一提的就是寫輪眼可以利於有鏡面的物體將瞳力反射回自己本身，或者是兩個寫輪眼使用者互相看著彼此施展幻術，來破除敵人對自己施壓的幻術。（比如兜利用體內多由也的細胞使用魔笛·夢幻音鎖對宇智波鼬和宇智波佐助施展幻術，後來佐助對鼬使用幻術·寫輪眼以及鼬對佐助使用月讀才破解身上的幻術）

#### 複製
可以完美複製記憶所看到的一般忍術及體術（實際就是觀察眼的高級應用），使施術者經過練習可以掌握此類技能，而成熟的寫輪眼幾乎可以達到同步復制並迅速掌握的程度。但是下述系列的術，寫輪眼均不可復製或不可完美復制：
- 第一，需血繼限界才能施展的忍術；
- 第二，得與通靈獸簽訂契約的通靈之術；
- 第三，如八門遁甲及其觸發體術——表蓮華和裏蓮華等需解除人體極限的某些體術（可複製動作但無法呈現原招式的威力，如佐助的獅子連彈）；
- 第四，與自身查克拉屬性不符的術。

旗木卡卡西被稱為拷貝忍者是因為他本身具有火、水、風、土及雷這五種屬性的查克拉，所以能夠完美複製這五種屬性的所有一般忍術。

### 萬花筒寫輪眼能力
萬花筒寫輪眼（萬華鏡寫輪眼）會隨擁有者的不同具有多種的外觀圖案與能力差異，而且非永恆萬花筒寫輪眼者使用萬花筒寫輪眼能力時會隨著使用次數而減少視力，最終失明。

#### 月讀
與施術者目光接觸便會進入幻術之中，月讀只要施展極短的時間，就會讓受術者沉浸在比現實還要長好幾倍的幻境中，比一般寫輪眼的瞳術精神殺傷力更強、破解難度更高，絕稱月讀為「最強的精神攻擊」。目前已知鼬的左眼可以施展。
此術的原型來自「三貴子」的次子，月與夜國之神，天照之弟、須佐之男之兄，月王「月夜見」。

#### 天照
一經發動便會以螺旋狀產生來自太陽深部的強力黑色火焰，能燒盡施術者目光所及之處的一切物體，甚至是火焰本身，但可以被封印或被輪迴眼吸收。與月讀相比，天照對施術者產生的傷害更大，施術者很可能無法承受出血痛苦而閉眼，同時對於施術者的視力和身體產生巨大傷害，忍術持續性不強（佐助在獲得永恆萬花筒寫輪眼後出血量及疼痛感大幅度降低）。絕稱天照為「最強的物理攻擊」。目前已知鼬的右眼、佐助的左眼、因陀羅左眼可以施展，
此術原型來自「三貴子」的長女，日與高天原之神，須佐之男與月夜見之姐，日王「天照皇大神」。

#### 炎遁．加具土命
萬花筒寫輪眼發展出來的性質變化，已知為宇智波佐助獨有的血繼限界。由於佐助能以形態變化控制天照的火焰，因此能自由操縱黑色火焰作攻擊或防禦、也可以將天照熄滅。佐助使用時左眼發動天照，右眼讓天照型態變化。在終結谷與鳴人決戰時釋放的建御雷神中就有融合加具土命。名字取自于火神迦具土。

#### 神威
屬於時空間忍術的一種，能扭轉空間藉此將任何攻擊與物體轉移到自己創造的異空間或別的地方去，也可只局部扭轉空間來移動甚至破壞物體。
此術目前僅有宇智波帶土與曾移植前者左眼的旗木卡卡西、宇智波斑能夠使用。
左右二眼有不同的施術效果。右眼可短距離將物體吸入異空間或釋放出來，只是需要觸碰物體，而將自身吸入異空間時，需要實體化並且吸入時間比吸入物體還慢，或是於短時間內將身體任何部位轉移至異空間五分鐘，做到穿身術的假像；左眼則可轉移遠方或扭轉破壞物體，以及讓自身出入異空間。而雙眼並用時，可縮短一半出入異空間的時間，或可讓原不相連的空間暫時出現蟲洞般的連結孔（距離太遠會使眼睛出血）。
另外，帶土施展神威時因自身移植柱間細胞，既使雙眼非永恆萬花筒寫輪眼，持續使用神威時並不會對身體及眼睛造成負擔，且轉移部份身體的效果似乎也可在一般寫輪眼的模式進行。名字取自于神威岳。

#### 別天神
被稱為是「最強的幻術」，右眼能夠將在不知不覺間控制被施術的人，順著施術者的意志行動(除消耗大量查克拉外，再次使用時間較長)；左眼則是能夠將被施術者依照施術者下的特定指令永遠執行，只是下次使用需耗時十多年(如鼬寫入止水左眼的「守護木葉」指令)，但移植柱間細胞後，施放兩次別天神的間隔時間會大幅縮短(團藏移植柱間細胞後，只需等待數個小時即可再次使用別天神)。已知除萬花筒寫輪眼開眼的宇智波止水外，移植其右眼的團藏與由鼬移植到左眼的烏鴉可以施展，但止水本人以外施術後需較長的時間才能再次施展，其中烏鴉要相隔十年。其名字取自于日本创世之神别天神。

#### 須佐能乎
須佐能乎是萬花筒寫輪眼可以發動的最高級忍術，由雙眼不同能力的萬花筒寫輪眼啟動，啟動最初召喚出須佐能乎的脊柱和胸肋骨，形成護盾保護施術者，並逐漸召喚出須佐能乎的完全體，先是具有骨架與長出肌肉的持械人形，再變化為形貌完整的戰士，可再進一步披上鎧甲。在萬花筒寫輪眼時的型態是較小的半身身軀，而眼睛進化成永恆萬花筒寫輪眼的時候才會有雙腳，成為完全的巨人形態。如果將萬花筒寫輪眼的瞳力發揮到極致，還可以召喚完全體須佐能乎，此型態的須佐能乎為身披鎧甲、手持長刀的大天狗模樣，此型態的須佐能乎體型非常龐大，力量可匹敵尾獸，一揮刀可以輕鬆切開山峰、斬斷隕石，並且能夠飛行。
在萬花筒寫輪眼可以發動的術之中，須佐能乎附加於施術者身上的負荷最大，對施術者的傷害也最深。如佐助初期在使用須佐能乎時，渾身都感受到了強大的壓力和劇烈的疼痛。須佐能乎對於施術者也不僅僅是身體上的侵蝕，也會侵蝕施術者的精神和查克拉；但是當擁有永恆萬花筒寫輪眼，須佐能乎就幾乎沒有副作用了。
此外，須佐能乎能自動感測危險進行防禦，也能解除身上的咒印(如佐助在兄弟之戰中消耗大量查克拉導致在體內的大蛇丸(咒印)趁機想吞噬佐助的身體，但被宇智波鼬的須佐能乎使用十拳劍抽出並封印)
每個人所施展的須佐能乎顏色、能力與所拿的武器(形成人形後)都不一樣，已知可使用須佐能乎的人物有班(深藍色)、止水(綠色)、帶土跟卡卡西(淡藍色)、鼬(紅色)、佐助(紫色)和因陀羅(紫色)。
武器:共通的八咫瓊勾玉。班的馬來劍，可變為雙面人型或巨型天狗戰神貌；止水的金剛鑽；卡卡西的神威手裏劍(可以把神威的力量融合在手裏劍中)；鼬的十拳劍和八咫鏡；佐助的天之麻迦古弓，結合加具土命射擊。
其名字源自「須佐之男」。

#### 八千矛
由游戏《火影忍者: 究极风暴羁绊》原创的瞳术，使用者为宇智波光。能力是标记对方，之后可以自由传输或吸取对方的查克拉，甚至控制对方的精神。
其名字源自「大国主」。

### 輪迴眼能力
最崇高的瞳術，其能力是可以使用「六道」（天道、人間道、修羅道、畜生道、餓鬼道、地獄道）的所有術，以及六道之外的「外道」之術。

#### 通靈輪迴眼
不需要簽訂血之契約就可以召喚通靈獸的高級通靈術，依靠瞳力控制通靈獸，並且和通靈獸共享視野。可以召喚出的通靈獸據統計有：螃蟹、龍蝦、變色龍、犀牛、水牛、熊貓、蜈蚣、地獄分裂犬、八咫烏。

#### 心層潛
通過抽出別人的靈魂來讀取他人的記憶，靈魂被抽出的人便會死亡。也可以只通過從徒手觸摸他人的腦部來讀取他人的記憶，只要被觸摸，目標就無法自由行動，只需幾秒就能悉數讀取其記憶。

#### 機關鎧甲
使用六道之力的特殊通靈術，能夠將自己身體化為三頭六臂和召喚出各種兵器，從而使用出超乎人類極限的體術。甚至還能召喚出不存在於忍者世界的砲彈、導彈等熱兵器，從遠距離到近距離的武器都有，足以應付各種戰況。

#### 封術吸印
逆向回轉體內查克拉循環，張開一個球狀結界，可以吸收任何使用查克拉的忍術，尾獸的查克拉以及"不滅之火"天照都會被吸收。缺點則有三個，一是使用時破綻很大容易遭受物理攻擊；二是不能一口氣吸收，會造成破綻；三是不能吸收太多自然能量(不會控制自然能量的人會變成蛙石像)

#### 地爆天星
最強封印術，不同的輪迴眼使用之時有所不同，斑的輪回眼在使用的時候需要從手心釋放出一個黑球，並以黑球為中心產生強大的引力，將被封印者和周圍的物質吸引到一起形成一個小行星。而佐助的輪迴眼可以以目標為核心直接形成小行星，不用釋放黑球。地爆天星的升級版六道地爆天星則需要擁有六道陰之力和六道陽之力的兩人配合才能使用。

#### 萬象天引
以施術者為中心將物體吸引過來的術。

#### 神羅天征
以施術者自己為中心將所有指向自己的攻擊或者周圍的物體彈開的術，弱點為每一次使用有大約五秒的冷卻時間。佩恩天道曾經使用這個術將木葉推為一個大坑。釋放威力越強冷卻時間越長。不過也可以像六尾化鳴人一樣用蠻力抵抗，以及普通狀態的鳴人用多重影分身擋住衝擊。

#### 通靈 • 外道魔像
通靈出被封印在月亮(六道.地爆天星)中十尾的軀殼。擁有強大的生命力，宇智波斑在遇到帶土之前靠其維持生命。

#### 外道 •輪迴天生之術
以輪迴眼持有者大量查克拉為代價，換來別人的復活，一次可以復活一個人或者很多人。查克拉消耗量視乎被復活的人數以及死亡時間(死了越久查克拉消耗越多)，消耗過多查克拉會導致死亡。

#### 輪墓 • 邊獄
宇智波斑的輪迴眼特有的能力。在輪墓世界中召喚出用虛幻分身，在無形之中給敵人造成傷害。斑單單左眼只能召喚二個，雙眼到齊則可以召喚四個。只有擁有六道仙術者可以感知其存在並對其造成傷害，擁有輪迴眼者才能看見其形體。缺陷是使用一段時間後影子會回到本體中。

#### 天礙震星
宇智波斑的雙面四手須佐能乎分別結不同的印，召喚隕石的忍術。

#### 天手力
宇智波佐助的輪迴眼特有的能力。可以與所視的物體交換位置，但交換目標有一定的距離限制。

#### 天之御中
大筒木輝夜的輪迴寫輪眼特有的能力。創造出數個異空間及一個聯結各空間的始球空間，轉移空間須施展黃泉比良坂 ，名稱來自天之御中主神。

#### 黃泉比良坂
大筒木輝夜的輪迴寫輪眼特有的能力。
是最原始的時空間忍術，因為需消耗大量查克拉，所以是唯一能穿梭天之御中各個空間的辦法。帶土的神威也是要等輝夜發動此術的同時發動來引起共鳴；佐助博人傳時已經可以自由進出，消耗的查克拉量使其原本右眼永恆萬花筒寫輪眼、左眼六勾玉輪迴眼退化，右眼退化成普通寫輪眼、左眼退化成普通輪迴眼，連開啟須佐能乎都有困難。在博人传中，大筒木浦式也可以在白眼或轮回眼状态下释放此术，轮回眼释放速度较快，白眼则较慢。名字取自于黄泉地狱的黄泉比良坂。

#### 無限月讀
輪迴寫輪眼特有的能力，使用條件為成為十尾祭品之力後吸收神樹。施術者在消耗大量查克拉將自身的輪迴寫輪眼投射在月球上後，施放一個面積為整個世界的超大型幻術。已知使用者有大筒木輝夜還有成為十尾祭品之力後的宇智波斑。